# Estroboscópio

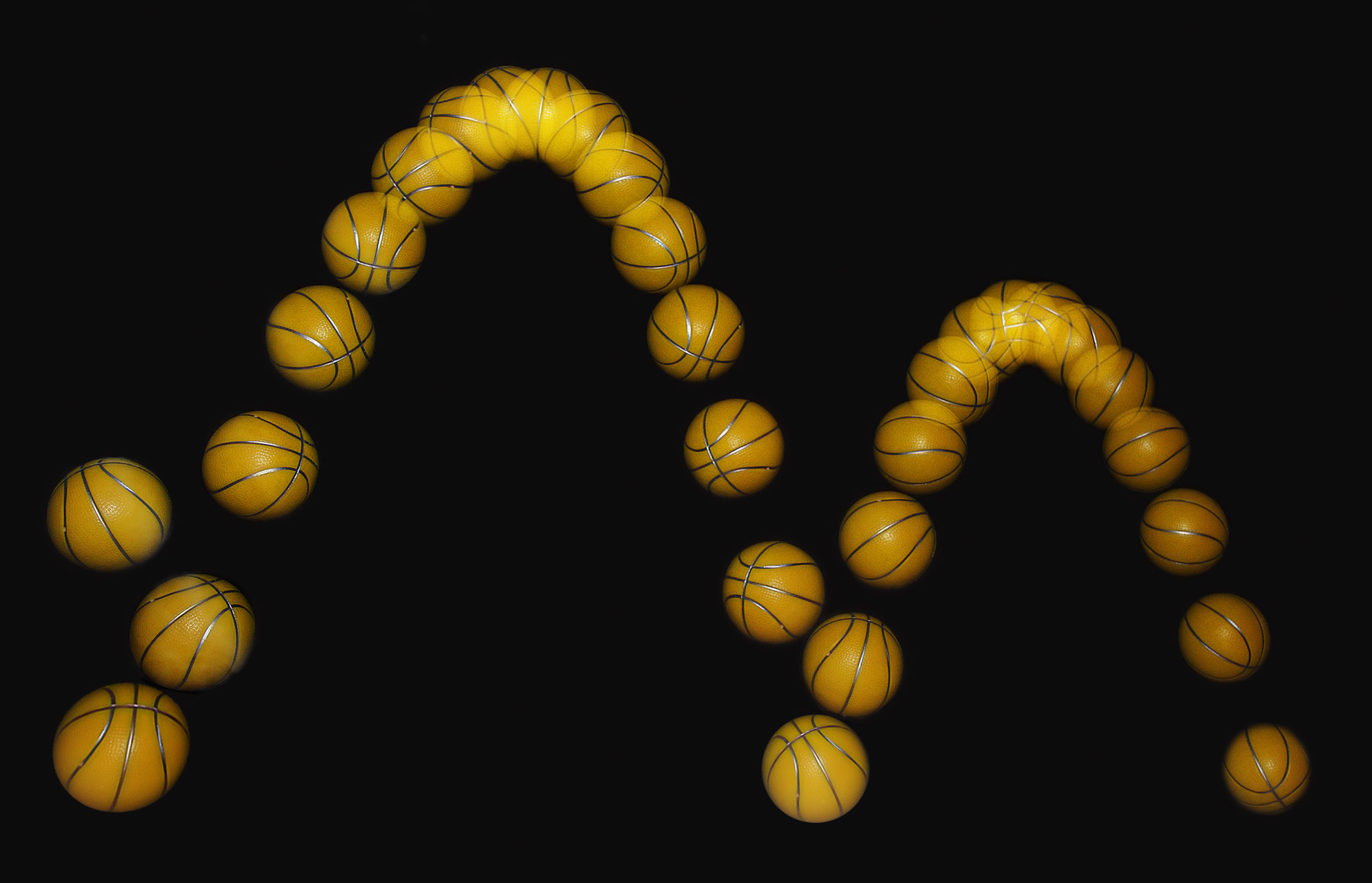
Uma bola quicando capturada com um flash estroboscópico a 25 imagens por segundo.

O estroboscópio consiste num dispositivo óptico que permite estudar e registrar o movimento contínuo ou periódico de elevada velocidade de um corpo, com o objetivo de o fazer parecer estacionário. Obtém-se um conjunto de imagens discretas mas que são representativas do percurso que o corpo descreve. Esse efeito é conseguido através da alternância entre a iluminação com uma luz intensa e o bloqueamento dessa luz com um diafragma - lâmpada estroboscópica.

Uma luz estroboscópica piscando no período adequado pode parecer congelar ou reverter o movimento cíclico

## Funcionamento
Quando é utilizado com uma lâmpada estroboscópica permite determinar a frequência de rotação de corpos, pois fazendo coincidir a frequência da iluminação com a do movimento, cada feixe de luz ilumina a mesma fase do movimento, resultando numa aparente imobilidade do corpo em rotação.
Se as frequências do estroboscópio e do processo de medição coincidirem, o processo parece estar parado. Se não se der a referida coincidência, então o processo avança ou retrocede lentamente a uma frequência maior.

## História

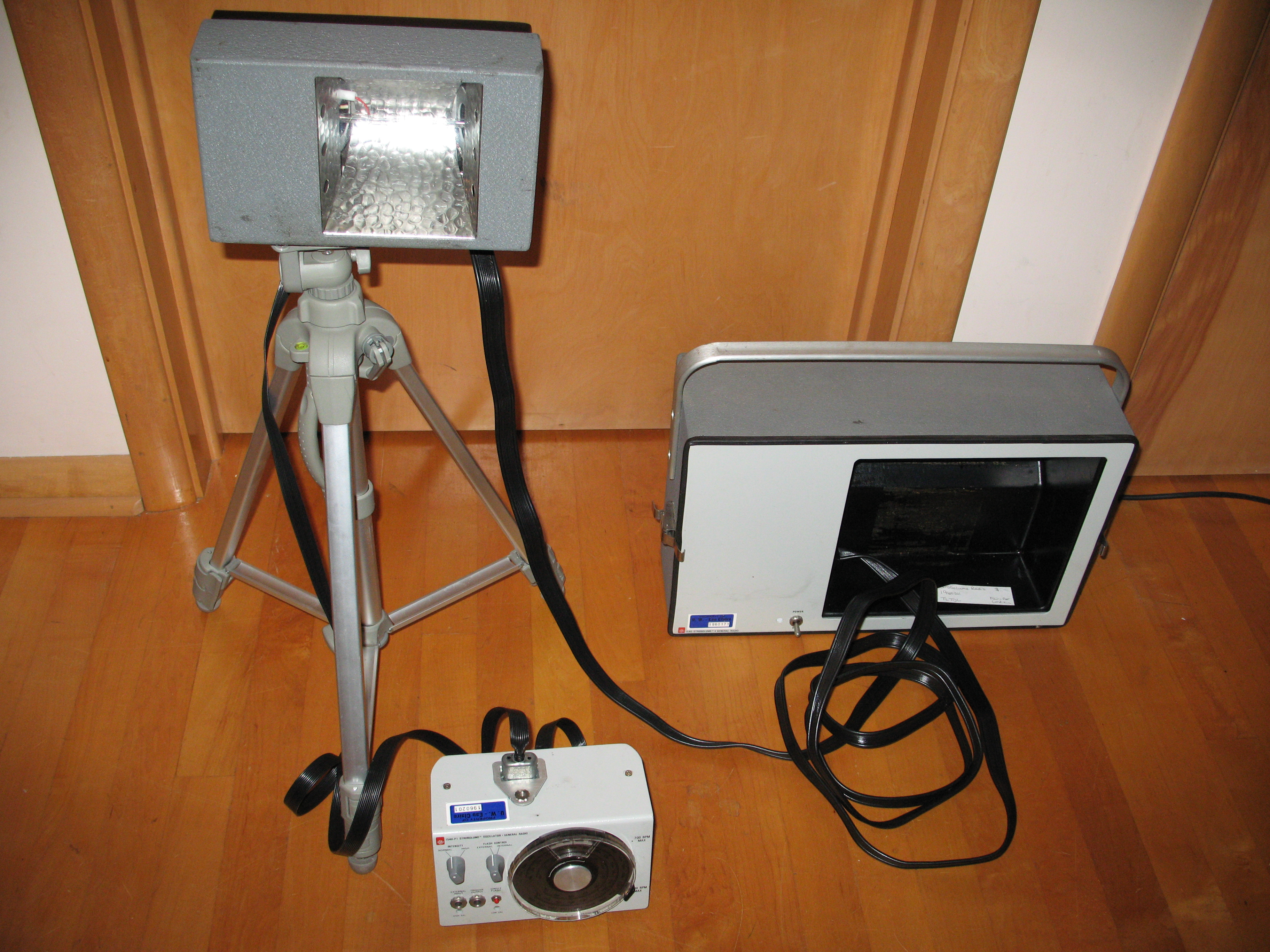
1540 Strobolume, um estroboscópio de nível profissional produzido pela General Radio

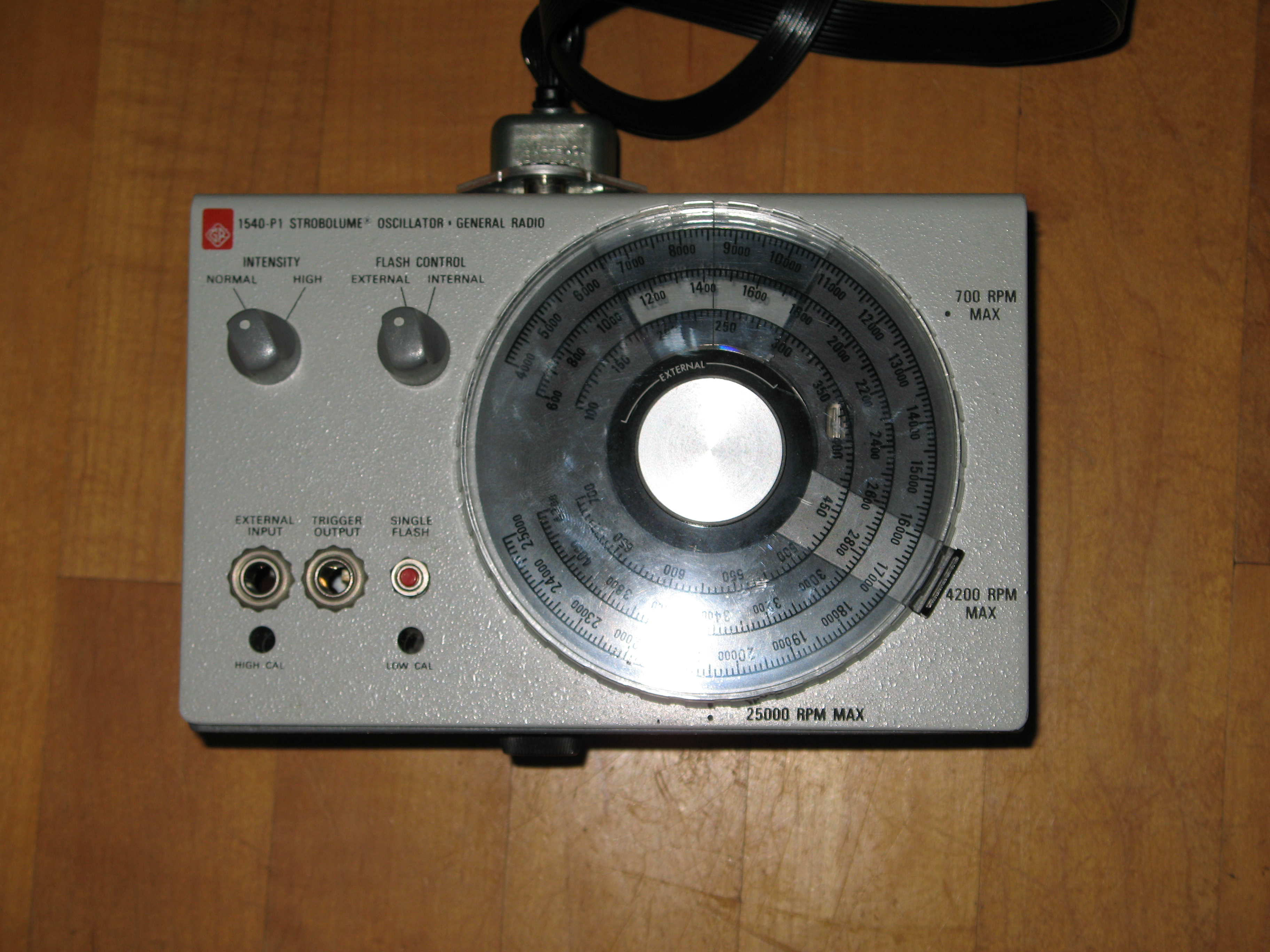
Vista de perto da caixa de controle do Strobolume 1540

Joseph Plateau da Bélgica é geralmente creditado com a invenção do estroboscópio em 1832, quando ele usou um disco com fendas radiais que ele girou enquanto visualizava imagens em uma roda giratória separada. O dispositivo de Plateau ficou conhecido como "fenacistiscópio". Houve uma invenção quase simultânea e independente do dispositivo pelo austríaco Simon Ritter von Stampfer, que ele chamou de "Estroboscópio", e é o termo que é usado hoje. A etimologia vem das palavras gregas στρόβος-strobos, que significa "redemoinho" e σκοπεῖν-skopein, que significa "olhar para".
Além de ter importantes aplicações para a pesquisa científica, as primeiras invenções tiveram sucesso popular imediato como métodos de produção de imagens em movimento, e o princípio foi usado em vários brinquedos. Outros pioneiros empregaram espelhos giratórios, ou espelhos vibratórios conhecidos como galvanômetros de espelho.
Em 1917, o engenheiro francês Etienne Oehmichen patenteou o primeiro estroboscópio elétrico, construindo ao mesmo tempo uma câmera capaz de gravar 1 000 quadros por segundo.
O estroboscópio de luz estroboscópica eletrônico foi inventado em 1931, quando Harold Eugene Edgerton ("Doc" Edgerton) empregou uma lâmpada piscante para estudar peças de máquinas em movimento. General Radio Corporation então produziu esta invenção na forma de seu "Strobotach".

Edgerton mais tarde usou flashes de luz muito curtos como meio de produzir fotografias estáticas de objetos em movimento rápido, como balas em voo.